# Cycrillum strigicolle
Cycrillum strigicolle är en skalbaggsart som först beskrevs av Sharp 1882.  Cycrillum strigicolle ingår i släktet Cycrillum och familjen palpbaggar. Inga underarter finns listade i Catalogue of Life.